# Hanne Hogness
Hanne Hogness, född den 16 februari 1967 i Trondheim, Norge, är en norsk handbollsspelare.
Hon tog OS-silver i damernas turnering i samband med de olympiska handbollstävlingarna 1992 i Barcelona.
Hon tog även OS-silver i damernas turnering i samband med de olympiska handbollstävlingarna 1988 i Seoul.